# 2 The Hard Way
2 The Hard Way è un singolo dei rapper statunitensi Lil Baby e Marlo, pubblicato il 9 ottobre 2017.

## Tracce
1. 2 The Hard Way – 2:54